# ليون ثورينس
ليون ثورينس  (بالفرنسية: Léon Thoorens)‏ كاتب وصحفي بلجيكي، ولد في لييج عام 1921 وتوفي في بروكسل عام 1975.

## السيرة الذاتية
ينحدر من وسط متواضع، أصيب بمرض شلل الأطفال وهو في الثانية من عمره، فتسبب له إعاقة. شاباً، يجد في القراءة وسيلة لتشتيت ذهنه. يكرس نفسه للكتابة ويتلقى التشجيع من معلمه في ثانوية أثينايوس الملكية تشارلز روجييه: آرسن سوري. وبعد دراسته الثانوية، مارس عدة مهن، ومن ثم عمل لفترة لفورس نوفل، المجلة الأسبوعية للاتحاد الديمقراطي البلجيكي. بعد زواجه قرر أن يعيل نفسه عن طريق الكتابة والتعاون في المطبوعات المختلفة، كما أنتج نصوص للإذاعة والتلفزيون (في الوقت الذي كانت تكتب فيه البرامج مسبقاً ويتم قراءتها بالبث المباشر). كما قام بنشر بعض الكتب الأدبية الأولية بشكل سري.
ومع ظهور دار النشر ماربو، والتي عمل فيها كمستشار أدبي، وكان قد بدأ بنشر المؤلفات البارزة. أول كتاب له هو «الحياة الأسطورية لألكسندر دوما» (1953)، والذي تمت إعادة نشره في مجموعة "سير فاتنة"، تلته سيرة حياة موليير، بلزاك وماركو بولو. كما نشر أيضاً «من أنت يا جورج سيمنون» والتي بدت ككائن فضائي في مجموعة ماربو فلاش، وهي مجموعة مخصصة لإعادة تدوير المواد وللمطبخ الغربي. كما شارك في كتابة ملف موليير (1964) في المجموعة الجديدة ماربو الجامعة. وفي هذه المجموعة تم نشر مؤلفه «بانوراما الأداب» (1966-1970))، في 8 مجلدات، والتي يصف فيها المؤلف الأدب العالمي. 
بالإضافة إلى مهنته ككاتب، قام بنشر مقالات نقدية أسبوعية في لو ليجوغ و(هي صحيفة خاصة باتحاد العائلات)، ومقالات نقدية شهرية في المجلة العام. والتي تحدث فيها بداية عن الإذاعة ولاحقاً عن التلفاز. وبعد إعداده لبرنامج «أنتين دو كريستال» والذي يهدف إلى مكافأة أفضل البرامج التلفازية للسنة، وقد أسهم في إنشاء اتحاد النقاد للإذاعة والتلفاز والذي ترأسه فيما بعد. وبعد وفاته، أصبحت هناك جائزة باسمه توزع من أعضاء الاتحاد بشكل سنوي لبرنامج أو لمعد البرنامج. جدير بالذكر، أن المؤلف في سنواته الأخيرة قام بتحرير الوقائع لصفحة نشرة الأخبار التلفازية المسائية. 
قامت زوجته لاحقاً، بإعادة نشر بعض المؤلفات للناشئة، بونتياكو القبيلة الذهبية (تركز على جنكيز خان)، وهي الكتب الوحيدة التي لا زالت متاحة في المكتبات. أما العناوين الأخرى فيسهل وجودها في أسواق المستعمل وخصوصاً في المتاجر الإلكترونية.

## مذكرات ومراجع
1. ↑ Léon Thoorens, Pontiac, Prince de la prairie, Éditions Labor, 1999
2. ↑ Léon Thoorens, La horde d'or. Labor.

## ملحقات
- Notices d'autoritéقالب:Autorité